# Koenig & Bauer AG
Koenig & Bauer AG (KBA) är en firma för tillverkning av grafiska maskiner, grundad i Würzburg 1817 av Friedrich Koenig.